# Norialsus inusitata
Norialsus inusitata är en insektsart som beskrevs av Van Stalle 1986. Norialsus inusitata ingår i släktet Norialsus och familjen kilstritar. Inga underarter finns listade i Catalogue of Life.